# Abrodictyum pluma
Abrodictyum pluma är en hinnbräkenväxtart som först beskrevs av William Jackson Hooker, och fick sitt nu gällande namn av Ebihara och K. Iwats. Abrodictyum pluma ingår i släktet Abrodictyum och familjen Hymenophyllaceae. Inga underarter finns listade.